# GetBackers
GetBackers (Nhật: ゲットバッカーズ -奪還屋- Hepburn: Gettobakkāzu Dakkan'ya, lit. "GetBackers: Recovery Service") là loạt manga của Agi Tadashi và minh họa bởi Ayamine Rando. Bộ truyện được tạp chí Weekly Shōnen Magazine của Kodansha phát hành từ năm 1999 đến năm 2007, tổng cộng có 39 tập. Cốt truyện theo chân nhóm "GetBackers", một nhóm chuyên truy tìm những thứ bị thất lạc. Thành viên chủ chốt của nhóm gồm Ban Mido, chàng thanh niên sinh ra với sức mạnh của "Evil Eye" (mắt quỷ), và Ginji Amano cựu thủ lĩnh của băng đảng có tên "The VOLTS", một nhóm rất có thế lực ở lãnh địa nguy hiểm Infinity Fortress (pháo đài vĩnh cửu) tại Shinjuku.
Truyện chuyển thể thành anime truyền hình vào năm 2002. Hãng sản xuất Studio Deen phát sóng trên Tokyo Broadcasting System từ ngày 5 tháng 10 năm 2002 cho đến ngày 20 tháng 9 năm 2003, cho trọn bộ 49 tập. Phim còn có phần lồng tiếng Anh trên kênh truyền hình vệ tinh Animax ở khắp các khu vực trên toàn thế giới. Bộ phim được đăng ký bản quyền cho bản phát hành tiếng Anh tại khu vực Bắc Mỹ bởi TokyoPop, hãng đã công chiếu 27 tập từ ngày 10 tháng 2 năm 2004 đến ngày 2 tháng 12 năm 2008. Bộ phim hiện đã mất bản quyền vào tay chủ sở hữu, và toàn bộ các tập khác được xem như dừng sản xuất.

## Cốt truyện
Truyện kể về Ginji Amano và Ban Mido, cặp đôi có sức mạnh siêu nhiên được biết đến với tên "GetBackers". Họ lập ra một dịch vụ truy tìm đồ tự do ở một khu thuộc Shinjuku. Với một khoản phí nhất định, họ sẽ thu hồi lại bất kỳ thứ gì bị mất hoặc đánh cắp cho khách hàng với "tỷ lệ thành công gần như 100%". Công việc của GetBackers thường kéo họ vào những tình huống kỳ quái và nguy hiểm để "lấy lại thứ mà lẽ ra không bị mất". Mục tiêu của nhóm khá đa dạng, từ một trò chơi điện tử bị mất cho đến những thiết bị nằm không đúng chỗ của một trái bom nguyên tử. Cốt truyện hầu hết xoay quanh những chuyến phiêu lưu của họ, thường bị rối tung lên bởi chính họ, quá khứ của mỗi người và một nơi bí ẩn với tên "Pháo đài vĩnh cửu" (Limitless Fortress).
Sự kết hơp của các tòa nhà bị bỏ hoang, tòa án tạo nên một môi trường khép kín, Pháo đài vĩnh cửu chia nhỏ ra thành 3 phần: Lower Town (thị trấn bên dưới), Beltline (vành đai) và thành phố Babylon. Lower Town nằm ở tầng thấp nhất xét về độ cao, cùng với vài tầng mở rộng thậm chí còn nằm dưới lòng đất. Khu vực vành đai, nơi nguy hiểm nhất của Pháo đài vĩnh cửu, là nơi mà Der Kaiser thống trị, cha của Ban. Thành phố Babylon, tầng cao nhất của Pháo đài vĩnh cửu, nơi được cho là nơi ở của Brain Trust, và là nhà của mẹ Ginji. Trên thực tế, thành phố Babylon là nơi có thể xem như là một thế giới giới thực sự, với mọi thứ được tạo ra từ thực tế ảo. Chỉ những ai đã chiến thắng cuộc chiến Ogre mới có thể bước vào thành phố và khi đó, họ có thể thay đổi thành phố theo ý muốn của mình. Ban và Ginji bước pháo đài với mong muốn của Ban là giải cứu Himiko khỏi Kagami, và của Ginji là tìm cơ hội để gặp mẹ. Khi đến Beltline, GetBackers đụng độ nhiều chiến binh khác nhau nhận lệnh từ kẻ được biết đến là Voodoo King ở thành phố Babylon. Voodoo King đang cố gắng truy tìm 3 chiếc "chìa khóa" để mở cánh cổng đến thành phố Babylon, thứ mà bị bà của Ban khóa lại từ vài năm trước. Sau khi lấy được ba chiếc chìa khóa: linh hồn chimera của Shido, chiếc gương của Himiko và GetBackers, Voodoo King phải đối mặt với Ginji, nhân cách khác của Chúa tể sấm sét tấn công hắn trong trận chiến đã hủy diệt Voodoo King và khiến Raitei biến mất vĩnh viễn vì vai trò cân bằng sức mạnh của anh. Sau đó, Ban và Ginji đối đầu nhau trong trận đấu Ogre. Việc Ban chịu thua đã khiến ý chí của Ginji bị ấn tượng. Ginji đến thành phố Babylon để gặp mẹ mình từ vũ trụ song song, người đã giải thích làm sao mà bà tạo ra Pháo đài vĩnh cửu cùng với thế giới xung quanh nó. Theo sau cuộc trò chuyện của họ, thế giới của Pháo đài vĩnh cửu vẫn không thay đổi trừ việc những nhân vật ảo trong đó trở thành người thật. Ban và Ginji tiếp tục công việc truy tìm đồ thất lạc của mình, kết thúc câu chuyện với yêu cầu tiếp tục một nhiệm vụ mà sẽ dẫn họ đến gặp mẹ của Ban.
Cốt truyện của Anime chuyển thể theo sát cốt truyện gốc cho đến khi kết thúc phần một. Phần hai lại bao gồm những mẩu truyện riêng lẻ về các nhiệm vụ của GetBackers, trong khi tạo nên hai câu chuyện hình vòng cung, phần hai của bộ anime kết thúc với phần kết mở.

## Sản xuất
Ý tưởng về GetBackers của Yuya Aoki đã hình thành từ 2 năm trước khi bộ truyện phát hành, cho dù trước đó ông đã có vài ghi chú về nó. Aoki nhớ lại khi ông gây ra khá nhiều rắc rối cho người biên soạn của mình khi bắt đầu truyện, nhưng mừng là anh ta cũng đã hoàn thành nhiệm vụ. Nhân vật Ban Mido ban đầu được dự tính cho xuất hiện trong một tác phẩm khác của Aoki, nhưng người biên soạn của ông thích nhân vật này và muốn đó là một trong số các nhân vật chính của bộ truyện. Ginji được xác định xuất hiện ngay từ đầu trong truyện, nhưng tính cách của cậu ban đầu lại thuộc về Ban.

## Truyền thông

### Manga
Bộ manga GetBackers viết bởi Aoki Yuya và do Ayamine Rando minh họa. Bộ truyện được phát hành lần đầu trong ấn bản thứ 17 của tạp chí Weekly Shōnen Magazine thuộc nhà xuất bản Kodansha từ năm 1999 cho đến năm 2007, với tổng cộng là 12 câu chuyện với tên "Act" và vài mẩu chuyện bên lề như "Interlude" và "Birth". Bộ manga bao gồm 39 tập tankōbon với tập đầu phát hành ngày 17 tháng 8 năm 1999, và tập cuối vào ngày 17 tháng 8 năm 2007, trong khi một số tập cuối khác được phát hành trong các phiên bản đặc biệt. Vào tháng 2 năm 2009, Kodansha phát hành một chương one-shot trong bộ truyện trong quyển tập san Magazine Special của họ. Một quyển artbook tựa G/B được phát hành ngày 15 tháng 3 năm 2005 bởi Kodansha. Bên cạnh đó, một cuốn sách hướng dẫn cho bộ truyện tên GetBackers The Last Piece xuất bản ngày 17 tháng 4 năm 2007 chứa nhiều thông tin về cốt truyện, nhân vật của bộ truyện và những bình chọn của độc giả.
GetBackers được đăng ký bản quyền cho bản phát hành bằng tiếng Anh tại khu vực Bắc Mĩ bởi Tokyopop, hãng đã lần đầu giới thiệu đến công chúng tại Anime Expo 2004 vào tháng 7 năm 2003. Tokyopop đã chia manga này thành 2 phần: GetBackers bao gồm 25 tập đầu của bộ truyện và GetBackers: Infinity Fortress bao gồm các tập còn lại. GetBackers được phát hành vào ngày 10 tháng 2 năm 2004, wcho đến ngày 7 tháng 7 năm 2008. Tuiy nhiên, chỉ có 2 tập đầu tiên của phần Infinity Fortress phát hành. Vào 31 tháng 8 năm 2009, Tokyopop thông báo họ sẽ không phát hành trọn bộ truyện vì bản quyền đăng ký với Kodansha đã hết hạn và Kodansha yêu cầu họ ngưng phát hành tất cả các tập trước đây đã đăng ký bản quyền, bao gồm cả phần GetBackers. Vì việc này mà bộ truyện bị đặt vào tình trạng dừng sản xuất.

### Anime
Anime chuyển thể của GetBackers sản xuất bởi Studio Deen do Furuhashi Kazuhiro cùng Motonaga Keitaro đạo diễn. Bộ phim phát sóng trên hệ thống truyền hình Tokyo Broadcasting System tại Nhật vào ngày 5 tháng 10 năm 2002 xuyên suốt 49 tập cho đến ngày 20 tháng 9 năm 2003. TBS phát hành bản DVD khu vực 2 tại Nhật trong 17 phần riêng biệt với 3 tập phim trong mỗi đĩa. Phần âm nhạc của phim do Iwasaki Taku biên soạn, và hai bản nhạc gốc được Pioneer Corporation phát hành tại Nhật vào ngày 24 tháng 1 năm 2003 và 25 tháng 7 năm 2003.
Bản tiếng Anh của phim lần đầu mua bản quyền phát hành bởi ADV Films. ADV phat hành bản lồng tiếng Anh cho bộ phim trong tổng cộng 10 bộ DVD từ ngày 24 tháng 8 năm 2004 cho đến 1 tháng 11 năm 2005. Các bộ kết hợp của cả hai phần 1 và phần 2 còn được phát hhanhfvaof ngày 10 tháng 10 năm 2006 và ngày 2 tháng 1 năm 2007, trong khi bộ tổng hợp đầy đủ loạt phim ra mắt ngày 15 tháng 1 năm 2008. Vào tháng 4 năm 2009, A.D. Vision bắt đầu phát sóng bộ phim trực tuyến trên trang mạng Anime của họ. Phim được đăng ký bản quyền lại bởi Sentai Filmworks, hãng mà sau này lại tái phát hành bộ phim theo định dạng DVD vào cuối 2012.
Sony Pictures Entertainment(SPE) cũng đã mua bản quyền bộ Anime này làm phần lồng tiếng Anh riêng với sự giúp đỡ của Red Angel Media. Bản lồng tiếng của SPE còn biết đến với tên "Animax Dub", được phát sóng trên kênh Animax Asia. Nguồn cung cấp duy nhất của bản lồng tiếng này là các trang chia sẻ video thông dụng vì không hề có một DVD nào của bản này được phát hành cho đến tận ngày nay.

### Drama CD
2 drama CD phát hành cho phần truyện không xuất hiện trên loạt phim truyền hình, cụ thể là thông tin về GetBackers tìm kiếm những đứa trẻ mất tích với tấm thẻ bài tên Divine Design, cuộc truy tìm của họ về một loạt rượu vang đỏ có tên Marine Red, và cuộc chiến của bộ tộc Fuyuki Shido, giữa Maryudo và đối thủ của họ, Kiryudo. CD đầu tiên, tựa 'GetBackers "TARGET G"', phát hành vào ngày 21 tháng 2 năm 2003. Đĩa thứ 2, 'GetBackers "TARGET B"', phát hành vào ngày 21 tháng 3 năm 2003. Bộ nhạc kịch này do chính các diễn viên lồng tiếng cho loạt phim truyền hình của bộ truyện thực hiện.

### Trò chơi điện tử
Tổng cộng có 5 trò chơi điện tử dựa theo GetBackers đã phát hành tại Nhật, tất cả đều do Konami phát triển. Đầu tiên là trò trơi chiến đấu GetBackers Dakkanoku: Ubawareta Mugenshiro cho PlayStation 2 và PC vào ngày 26 tháng 9 năm 2002. GetBackers Dakkanoku - Jagan Fuuin! tiếp theo sau vào năm 2003 cho PC và Game Boy Advance, cùng với game nhập vai GetBackers Dakkanoku: Metropolis Dakkan Sakusen! cho PC. Hai game chiến đấu khác, GetBackers Dakkanoku: Dakkandayo! Zenin Shuugou! và GetBackers Dakkanoku - Urashinshiku Saikyou Battle, còn được phát hành lần lượt vào năm 2003 và 2004. Trong khi game đầu tiên chỉ dành cho PC thì các game sau đó lại có thêm bản hỗ mở rộng cho PlayStation 2. Ayamine Rando làm việc với tất cả cả các game trên, thiết kế phần minh họa cho chúng.

## Đón nhận
Đến tháng 1 năm 2009, manga GetBackers đã bán được 18 triệu bản tại Nhật. Các tập truyện bằng tiếng Anh cũng rất phổ biến, thường xuất hiện vài lần trong bảng xếp hạng của Diamond Comic các quyển tiểu thuyết đồ họa bán chạy nhất. Liann Cooper của Anime News Network có vài bình phẩm về bộ truyện, đánh giá cao việc sử dụng "ý tưởng đon giản" để tạo ra một cốt truyện thú vị. Truyện còn được chú với việc có khá nhiều loại fan service, vài kiểu phụ nữ xinh đẹp và ghi chú "mối quan hệ" giữa hai nhân vật chính làm cho loạt truyện có màu sắc bishōnen khá tốt. Phần minh họa của Ayamine Rando được đánh cao bởi cái cách ông nhấn mạnh có phần u ám và rắn rỏi khiến độc giả nghĩ rằng cảnh Jagan của Mido Ban là một cơn "ác mộng khủng khiếp thực sự". Nhiều nhận định cho rằng bản dịch thuật của Tokyopop làm cho các nhân vật chính giống như những tên côn đồ với lối hội thoại kì lạ. Cooper sau đó còn nhận thấy rằng độc giả của các tác phẩm của CLAMP hoặc Rurouni Kenshin muốn GetBackers nhận thấy rằng nó cuốn khá nhiều đối tượng độc giả bởi nhiều khía cạnh khác nhau của mình. Dù ông còn tìm được nhiều lỗi trong bản dịch của Tokyopop, nhưng vẫn thấy bộ truyện thú vị, ông còn bình phẩm tính hài hước của loạt truyện.
Anime chuyển thể của GetBackers cũng nhận được sự đón nhận nồng nhiệt. Trong lần bình chọn hằng năm lần thứ 26 của độc giả Animage, truyện đã thắng vài hạng mục: đứng thứ 3 ở thể loại "Anime được yêu thích", thứ 9 trong "Tập phim yêu thích" (tập 49) và thứ 5 cùng thứ 8 cho "Nhân vật nam được yêu thích" (lần lượt cho Ban và Ginji). Phim còn nhận được nhiều đánh giá tích cực từ khi tập đầu tiên ra mắt tại Nhật. Cho các tập phim, Anime News Network thích chất lượng minh họa cũng như 2 nhân vật Ban và Ginji. Sự kết hợp giữa tính kịch và hài hước còn nhận được sự chào đón, hi vọng rằng nó sẽ tiếp tục như vậy cho đến hết các tập còn lại. John Sinnott của DVD Talk gọi đây là "màn trình diễn hoàn chỉnh" (solid show), thích sự trưởng thành của các nhân vật xuyên suốt diễn tiến câu chuyện. Tuy nhiên, ông lại đánh giá thấp cho sự hiện diện của DVD chủ yếu vì tính thiếu mở rộng của nó. Khi so sánh với manga, Chris Beveridge từ Mania Entertainment thấy rằng phần giwosi thiệu của anime hấp dẫn hơn của manga, nhưng đề cập đến vài lỗi đã từng xuất hiện trong tập đầu của các anime khác. Bamboo Dong từ Anime News Network thích thú với cái cách mà câu chuyện được xây dựng trong mùa đầu tiên của loạt phim, nhận thấy nó hấp dẫn nhờ việc các nhân vật mà ông thấy thú vị lại là một phần của câu chuyện lớn hơn. Đồng ý với ý kiến của Dong, Dani Moure từ Mania thích sự tương tác giữa các nhân vật, cũng như những khám phá lớn hơn về một số trong đó. Sinott kết luận phần truyện bao gồm Pháo đài vĩnh cửu là "cốt truyện tốt" bởi sự mở rộng quá khứ của vài nhân vật chính, nhưng nhận thấy nó tương đối dài hơi cốt truyện cũ. Tay viết David C. Jones của Active Anime đánh giá cao tính tập trung của mùa anime thứ hai, thích cái cách mà các nhân vật phụ có tập phim của riêng mình, cũng như tính hài kịch phân phối vào trong các tập đó, trích dẫn tập Ginji nhập viện như là tập phim hay nhất. Mặt khác, Beveridge thấy rằng trong mùa thứ 2, các nhân vật bị "lạm dụng quá nhiều", nhưng cũng như Jones, thích phần tập trung vào các nhân vật cũng như quá khứ của họ. Phần cốt truyện cuối của phim để lại nhiều suy nghĩ lẫn lộn trong Beveridge người nhận thấy một vài sự việc trong phim có thể đoán trước được và hơi dồn dập nhưng vẫn thích các cảnh chiến đấu.